# Tatsumaki
tatsumakiは、小室哲哉、DJ DRAGONからなるプロデュース・リミックスユニットである。

## 概要
1997年に結成。
活動のテーマは「R&Bサウンドにクラシック音楽の要素を融合させること」としていた。
小室は最初から作曲する意気込みでレコーディングを行い、DRAGONはリズムトラックを中心に製作する。初期はリズムトラックにメロディを上乗せする手法で制作されるが、小室哲哉組・DRAGON組といった具合にオペレーター・エンジニアを含めて5人ごとにチーム分けをされる。次第にお互いが1つトラックを仕上げたらそれぞれを聴き合い、音作り・グルーヴについて意見交換し合う様になる。
各アーティストのリミックスやプロデュース以外にも各種イベントにも参加。また2001年からは映像作家の原田大三郎を加えた、「GABALL」としても活動している。

## 参加作品

### プロデュース
- TETSUYA KOMURO featuring Y.U.M 「CALL ME ANYTIME」
- BALANCe （全作品の作詞・作曲・編曲も担当）
- 坂口実央 「ENJOY BAD DAYS,ENJOY GOOD DAYS」 （二人の個人名義）
- 鈴木あみ 「Reality/Dancin' in Hip-Hop」

### リミックス
- 2000年 TM NETWORK 「IGNITION, SEQUENCE, START」 （宇都宮隆のソロアルバム「LOVE-iCE」に収録）
- 2001年 globe 「Stop! In the Name of Love」
- 2001年 globe 「genesis of next」 （ミキシングも担当）
- 2001年 globe 「global trance」 （#1,3）
- 2001年 globe 「global trance ep」 （#B1,2）
- 2002年 m.o.v.e 「Romancing Train」
- 2002年 song+nation2 trance （[Disc1]#1,3,4,5,7、[Disc2]#2,3,4,5,6、ミキシングも担当）
- 2005年 玉置成実 「Shining Star ☆忘れないから☆」 （Get Wildに収録、二人の個人名義）

### オリジナル
- 「futuristic」 （作曲・編曲も担当、「global trance 2」に収録）